# Valentine Ermatinger
Valentine Ermatinger, geborene Cremers (* 9. Mai 1924 in Delft; † in der Schweiz) war eine niederländische Sozialarbeiterin und Autorin von phantastischer Jugendliteratur. 

## Leben
Ermatinger besuchte nach dem Zweiten Weltkrieg die Schule für Soziale Arbeit in Sittard. Anschließend arbeitete sie in einem Kinderheim. Die Autorin lebte bis zu ihrem Tod in der Schweiz.

## Werke
- Die 13. Prophezeiung. Nagel & Kimche, Zürich 1987, ISBN 3-312-00713-5.
- Die letzte Chance. Das Ende der 13. Prophezeiung. Rowohlt, Reinbek 1993, ISBN 3-499-20686-2.
- Das Rätsel der drei Schläfer. Rowohlt, Reinbek 2003, ISBN 3-499-21232-3.